# De Havilland Dove
de Havilland DH.104 Dove je bilo britansko lahko potniško letalo za kratke lete, ki je prvič poletelo kmalu po koncu 2. svetovne vojne. Dove je naslednik dvokrilnika de Havilland Dragon Rapide iz predvojnega obdobja. Dove je bil eno izmed uspešnih britanskih povojnih civilnih letal, do leta 1967 so okrog 542 primerkov.  
Letalo je zasnoval Ron Bishop, ki je delal tudi na bombniku de Havilland Mosquito in reaktivnem potniškem letalu de Havilland Comet.

## Specifikacije (Dove 7)
Podatki iz Jane's All The World's Aircraft 1966–67; Taylor 1966, pp. 150–151.
Splošne karakteristike
- Posadka: 2
- Število sedežev: 8 potnikov
- Dolžina: 39 ft 3 in (11,96 m)
- Razpon kril: 57 ft 0 in (17,40 m)
- Višina: 13 ft 4 in (4,06 m)
- Površina kril: 335 sq ft (31,1 m²)
- Teža praznega letala: 6325 lb (2869 kg)
- Maks. vzletna teža: 8950 lb (4060 kg)
- Pogon letala: 2 ×  6-valjni zračnohlajeni motor de Havilland Gipsy Queen 70 Mk 3, 400 KM (289 kW)  vsak

 Zmogljivost 
- Maks. hitrost: 230 mph (200 vozlov, 370 km/h)
- Potovalna hitrost: 187 mph (163 vozlov, 301 km/h) na višini 8000 ft (2440 m) (ekonomična)
- Hitrost porušitve vzgona: 74 mph (64 vozlov, 119 km/h)
- Doseg: 880 milj (765 nmi, 1415 km)
- Višina leta: 21700 ft (6610 m)
- Hitrost vzpenjanja: 1135 ft/min (5,8 m/s)